# Core i3
Core i3 è il nome commerciale di una serie di microprocessori x86 sviluppati da Intel e apparsi sul mercato il 7 gennaio 2010.
Le CPU Core i3 si affiancano ai Core i5, presentati nel terzo trimestre del 2009, e Core i7, presentati a settembre 2008, che sono state le prime incarnazioni di fascia media della nuova architettura Nehalem, successiva alla Intel Core Microarchitecture, e che ha progressivamente sostituito in tutti i settori di mercato i Core 2 Duo, Core 2 Quad e Core 2 Extreme. Intel ha deciso di indicare con il nome di Core i7 solo i processori destinati alla fascia più alta del mercato desktop, mentre per le fasce di mercato inferiori e il settore mobile, sono stati presentati i Core i5 per la fascia media e appunto i Core i3 per quella più bassa. La nuova architettura deriva in parte dalla "Core" dei predecessori, ma Intel ha comunque dichiarato che le innovazioni apportate sono talmente tante da considerare il nuovo progetto come un vero e proprio salto generazionale e non solo come un affinamento.

## Descrizione
Le CPU Core i3 sono destinate sia al settore desktop sia a quello mobile sebbene i core sui quali sono basate le rispettive versioni, sono differenti; si tratta della stessa strategia già utilizzata in precedenza con la presentazione dei Core 2 Duo, che nella loro prima generazione erano basati sui core Conroe e Merom a seconda del settore cui erano destinati (rispettivamente desktop e mobile), sebbene commercializzati con lo stesso marchio.
Una caratteristica peculiare delle nuove CPU è la presenza del sottosistema video integrato. Si tratta di una caratteristica assolutamente inedita nel panorama delle CPU per sistemi desktop e mobile ma, sebbene attesa inizialmente con i primi core a 45 nm Havendale e Auburndale, Intel ha deciso di annullare tali progetti in favore di un passaggio rapido alle soluzioni successive basate sul nuovo processo produttivo a 32 nm, conosciute come Clarkdale e Arrandale.

## Caratteristiche principali

### Innovazioni rispetto a Core 2 Duo
Sebbene per il progetto della nuova architettura Intel si sia ispirata profondamente alla precedente "Core" dei Core 2 Duo, esistono molteplici differenze tra questi processori e quelli di precedente generazione. Di seguito vengono riportate le principali, per il cui approfondimento si rimanda alle voci principali, relative all'architettura (Nehalem) e ai processori da essa derivati:
- Nuovo socket LGA 1156.
- Controller della memoria RAM integrato nel processore e non più nel Northbridge del chipset.
- Nuova incarnazione della tecnologia Hyper-Threading, ora chiamata Simultaneous Multi-Threading in grado di mostrare al sistema operativo il doppio dei core "fisici" presenti nel sistema.
- Nuova gerarchia della cache, ora a 3 livelli.
- Presenza del sottosistema video integrato.
- Necessità di un nuovo chipset, appartenente alla famiglia Ibex Peak.

### Differenze principali con il Core i5
Essendo basati sulla stessa architettura, Core i3 e Core i5 sono molto simili nelle caratteristiche tecniche, ad ogni modo esistono alcune differenze sostanziali che determinano anche la diversa fascia di prezzo delle nuove soluzioni:
- I processori Core i3 sono disponibili esclusivamente in versioni dual core, mentre i Core i5 prevedono sia processori a 2 che a 4 core.
- Tutti i processori Core i3 integrano il sottosistema video, mentre per i Core i5 questo è integrato solo nelle versioni dual core.

### Dati tecnici
Questa è la videata della funzione lscpu di un i3 su PC desktop in ambiente Linux Mint
~ $ lscpu
Architecture: x86_64
CPU op-mode(s): 32-bit, 64-bit
Byte Order: Little Endian
CPU(s): 4
On-line CPU(s) list: 0-3
Thread(s) per core: 2
Core(s) per socket: 2
Socket(s): 1
NUMA node(s): 1
Vendor ID: GenuineIntel
CPU family: 6
Model: 58
Stepping: 9
CPU MHz: 1600.000
BogoMIPS: 6784.81
Virtualization: VT-x
L1d cache: 32K
L1i cache: 32K
L2 cache: 256K
L3 cache: 3072K
NUMA node0 CPU(s): 0-3

## Classificazione

### Settore desktop

#### Clarkdale
Il primo processore ad essere dotato del sottosistema video integrato e destinato al settore desktop è stato Clarkdale, introdotto a gennaio 2010. Questo processore ha preso il posto del progetto Havendale che avrebbe dovuto essere realizzato a 45 nm, in quanto Intel a inizio 2009 ha dichiarato l'intenzione di saltare questo passo intermedio dello sviluppo e di presentare direttamente il progetto Clarkdale, basato però sul nuovo processo produttivo a 32 nm. Si tratta quindi di un processore dual core costruito a 32 nm e dotato di controller per la memoria RAM a doppio canale; la dotazione di cache L3 arriva fino a 4 MB e il comparto video utilizza ancora la tecnologia a 45 nm.

### Settore mobile

#### Arrandale
Il primo processore ad essere dotato del sottosistema video integrato e destinato al settore mobile è stato Arrandale, introdotto anch'esso a inizio 2010. Come nel caso di Clarkdale, si tratta di un processore realizzato con tecnologia a 32 nm che ha soppiantato il progetto Auburndale a 45 nm. Il processore è un dual core dotato di controller per la memoria RAM a doppio canale; la dotazione di cache L3 arriva fino a 4 MB mentre il comparto video utilizza ancora la tecnologia a 45 nm.

## Modelli
La tabella seguente mostra i modelli di Core i3 arrivati sul mercato. Molti di questi condividono caratteristiche comuni pur essendo basati su diversi core; per questo motivo, allo scopo di rendere maggiormente evidente tali affinità e "alleggerire" la visualizzazione alcune colonne mostrano un valore comune a più righe. Di seguito anche una legenda dei termini (alcuni abbreviati) usati per l'intestazione delle colonne:
- Nome Comm.: sta per "nome commerciale" e si intende il nome con cui è stato immesso in commercio quel particolare esemplare.
- Data: si intende la data di immissione sul mercato di quel particolare esemplare.
- Socket: lo zoccolo della scheda madre in cui viene inserito il processore. In questo caso il numero rappresenta oltre al nome anche il numero dei pin di contatto.
- N°C.: sta per "numero di core" e si intende il numero di core montati sul package: 1 se "single core", 2 se "dual core", 4 se "quad core", ecc.
- Clock: la frequenza di funzionamento del processore.
- Molt.: sta per "Moltiplicatore" ovvero il fattore di moltiplicazione per il quale bisogna moltiplicare la frequenza di bus per ottenere la frequenza del processore.
- Pr.Prod.: sta per "Processo produttivo" e indica tipicamente la dimensione dei gate dei transistors (180 nm, 130 nm, 90 nm) e il numero di transistor integrati nel processore espresso in milioni.
- Voltag.: sta per "Voltaggio" e indica la tensione di alimentazione del processore.
- Watt: si intende il consumo massimo di quel particolare esemplare.
- Ram: indica la presenza del controller per la memoria RAM integrato nel processore, il numero di canali supportati e la frequenza massima.
- Bus: frequenza del BUS interno alla CPU.
- QPI: velocità del BUS seriale introdotto da Intel con l'architettura Nehalem e che mette in comunicazioni i processori tra loro e con il chipset. La sua velocità viene indicata in GT/s invece che in MHz.
- PCI: indica la presenza del controller PCI Express 2.0 per la gestione delle schede video discrete e il numero di linee per ogni slot.
- Cache: dimensione delle cache di 1º e 2º livello.
- GPU: modello di processore grafico integrato.
- XD: sta per "XD-bit" e indica l'implementazione della tecnologia di sicurezza che evita l'esecuzione di codice malevolo sul computer.
- 64: sta per "EM64T" e indica l'implementazione della tecnologia a 64 bit di Intel.
- HT: sta per "Hyper-Threading" e indica l'implementazione della esclusiva tecnologia Intel che consente al sistema operativo di vedere 2 core "logici" per ogni core "fisico".
- ST: sta per "SpeedStep Technology" ovvero la tecnologia di risparmio energetico sviluppata da Intel e inserita negli ultimi Pentium 4 Prescott serie 6xx per contenere il consumo massimo.
- TM: sta per "Turbo Mode" ovvero la tecnologia che aumenta il clock dei soli core utilizzati in modo da velocizzare l'elaborazione di quelle particolari applicazioni che non sono in grado di sfruttare adeguatamente un processore multi core.
- VT: sta per "Vanderpool Technology", la tecnologia di virtualizzazione che rende possibile l'esecuzione simultanea di più sistemi operativi differenti contemporaneamente.
- Core: si intende il nome in codice del progetto alla base di quel particolare esemplare.

| Settore Desktop           | Settore Desktop | Settore Desktop    | Settore Desktop | Settore Desktop | Settore Desktop | Settore Desktop | Settore Desktop | Settore Desktop | Settore Desktop | Settore Desktop | Settore Desktop | Settore Desktop | Settore Desktop             | Settore Desktop | Settore Desktop | Settore Desktop | Settore Desktop | Settore Desktop | Settore Desktop | Settore Desktop | Settore Desktop |
| Nome Comm.                | Data            | Socket             | N°C.            | Clock           | Molt.           | Pr.Prod.        | Voltag.         | Watt            | Ram             | Bus             | QPI             | PCI             | Cache                       | GPU             | XD              | 64              | HT              | ST              | TM              | VT              | Core            |
| ------------------------- | --------------- | ------------------ | --------------- | --------------- | --------------- | --------------- | --------------- | --------------- | --------------- | --------------- | --------------- | --------------- | --------------------------- | --------------- | --------------- | --------------- | --------------- | --------------- | --------------- | --------------- | --------------- |
| Core i3-530               | Gennaio 2010    | 1156               | 2               | 2,93 GHz        | 22x             | 32 nm 81 mil.   | 1,4 V           | 73 W            | 2-DDR3 1333     | 133 MHz         | 2.5 GT/s        | 1x16, 2x8       | L1=2x64KB L2=2x256KB L3=4MB | HD Graphics     | Sì              | Sì              | Si              | Sì              | No              | Sì              | Clarkdale       |
| Core i3-540               | Gennaio 2010    | 1156               | 2               | 3,07 GHz        | 23x             | 32 nm 81 mil.   | 1,4 V           | 73 W            | 2-DDR3 1333     | 133 MHz         | 2.5 GT/s        | 1x16, 2x8       | L1=2x64KB L2=2x256KB L3=4MB | HD Graphics     | Sì              | Sì              | Si              | Sì              | No              | Sì              | Clarkdale       |
| Core i3-550               | Maggio 2010     | 1156               | 2               | 3,2 GHz         | 24x             | 32 nm 81 mil.   | 1,4 V           | 73 W            | 2-DDR3 1333     | 133 MHz         | 2.5 GT/s        | 1x16, 2x8       | L1=2x64KB L2=2x256KB L3=4MB | HD Graphics     | Sì              | Sì              | Si              | Sì              | No              | Sì              | Clarkdale       |
| Core i3-560               | Agosto 2010     | 1156               | 2               | 3,33 GHz        | 25x             | 32 nm 81 mil.   | 1,4 V           | 73 W            | 2-DDR3 1333     | 133 MHz         | 2.5 GT/s        | 1x16, 2x8       | L1=2x64KB L2=2x256KB L3=4MB | HD Graphics     | Sì              | Sì              | Si              | Sì              | No              | Sì              | Clarkdale       |
| Settore Mobile o Embedded |                 |                    |                 |                 |                 |                 |                 |                 |                 |                 |                 |                 |                             |                 |                 |                 |                 |                 |                 |                 |                 |
| Core i3-330UM             | Maggio 2010     | BGA-1288           | 2               | 1,2 GHz         | 9x              | 32 nm 382 mil.  | 1,4 V           | 18 W            | 2-DDR3 800      | 133 MHz         | 2.5 GT/s        | 1x16            | L1=2x64KB L2=2x256KB L3=3MB | HD Graphics     | Sì              | Sì              | Si              | Sì              | No              | Sì              | Arrandale       |
| Core i3-330E              | Gennaio 2010    | BGA-1288           | 2               | 2,13 GHz        | 16x             | 32 nm 382 mil.  | 1,4 V           | 35 W            | 2-DDR3 800      | 133 MHz         | 2.5 GT/s        | 1x16            | L1=2x64KB L2=2x256KB L3=3MB | HD Graphics     | Sì              | Sì              | Si              | Sì              | No              | Sì              | Arrandale       |
| Core i3-330M              | Gennaio 2010    | Socket G1 BGA-1288 | 2               | 2,13 GHz        | 16x             | 32 nm 382 mil.  | 1,4 V           | 35 W            | 2-DDR3 800      | 133 MHz         | 2.5 GT/s        | 1x16            | L1=2x64KB L2=2x256KB L3=3MB | HD Graphics     | Sì              | Sì              | Si              | Sì              | No              | Sì              | Arrandale       |
| Core i3-350M              | Gennaio 2010    | Socket G1 BGA-1288 | 2               | 17x             |                 | 32 nm 382 mil.  | 1,4 V           | 35 W            | 2-DDR3 800      | 133 MHz         | 2.5 GT/s        | 1x16            | L1=2x64KB L2=2x256KB L3=3MB | HD Graphics     | Sì              | Sì              | Si              | Sì              | No              | Sì              | Arrandale       |
| Core i3-370M              | Giugno 2010     | Socket G1 BGA-1288 | 2               | 18x             |                 | 32 nm 382 mil.  | 1,4 V           | 35 W            | 2-DDR3 800      | 133 MHz         | 2.5 GT/s        | 1x16            | L1=2x64KB L2=2x256KB L3=3MB | HD Graphics     | Sì              | Sì              | Si              | Sì              | No              | Sì              | Arrandale       |
| Core i3-380UM             | Ottobre 2010    | BGA-1288           | 2               | 1,33 GHz        | 10x             | 32 nm 382 mil.  | 1,4 V           | 18 W            | 2-DDR3 800      | 133 MHz         | 2.5 GT/s        | 1x16            | L1=2x64KB L2=2x256KB L3=3MB | HD Graphics     | Sì              | Sì              | Si              | Sì              | No              | Sì              | Arrandale       |
| Core i3-380M              | Settembre 2010  | Socket G1          | 2               | 2,53 GHz        | 19x             | 32 nm 382 mil.  | 1,4 V           | 35 W            | 2-DDR3 800      | 133 MHz         | 2.5 GT/s        | 1x16            | L1=2x64KB L2=2x256KB L3=3MB | HD Graphics     | Sì              | Sì              | Si              | Sì              | No              | Sì              | Arrandale       |
| Core i3-390M              | Gennaio 2011    | Socket G1 BGA-1288 | 2               | 2,67 GHz        | 20x             | 32 nm 382 mil.  | 1,4 V           | 35 W            | 2-DDR3 800      | 133 MHz         | 2.5 GT/s        | 1x16            | L1=2x64KB L2=2x256KB L3=3MB | HD Graphics     | Sì              | Sì              | Si              | Sì              | No              | Sì              | Arrandale       |

## Loghi

Il logo utilizzato prima dell'aprile 2010
Il logo del processore dal 2010
Il logo del 2011 solo per la nuova gamma Sandy Bridge